# 影踏み (小説)
『影踏み』は、横山秀夫の小説。2003年11月に祥伝社から単行本が刊行され、2007年2月には祥伝社文庫で文庫化された。「ノビ師」と呼ばれる忍び込みを得意とする泥棒、真壁修一がさまざまな事件に巻き込まれていく姿を描いた短編連作形式のミステリー。2016年11月時点で累計50万部突破している。
山崎まさよし主演で映画化され、2019年に公開された。

## 収録作品
- 消息（初出：「小説NON」2000年4月号）
- 刻印（初出：「小説NON」2001年4月号）
- 抱擁（初出：「小説NON」2001年8月号）
- 業火（初出：「小説NON」2001年11月号）
- 使徒（初出：「小説NON」2002年2月号）
- 遺言（初出：「小説NON」2002年6月号）
- 行方（初出：「小説NON」2002年12月号）

## 登場人物
真壁修一（まかべ しゅういち）
ノビ師と呼ばれる忍び込みのプロ。綽名は「ノビカベ」。
県立高校教頭の父と元中学教諭の母親に厳格に育てられた。高校時代は空手部に所属し、学業成績もよく有名大学の法学部に進学していたが、浪人中だった双子の弟・啓二が空き巣をしたことが発覚して生活が一変した。
真壁啓二（まかべ けいじ）
修一の双子の弟。
実の母に無理心中の道連れにされ、15年前に死亡。以来、修一の頭の中に棲みついている。
安西久子（あんざい ひさこ）
保育士。修一の大学時代の恋人。
結婚を誓った仲だったが、今は微妙な関係になっている。
稲村葉子（いなむら ようこ）
4年前、修一が空き巣に入った家の住人。
家に火を放って夫を殺そうとしているところだったのを、修一に気づかれた。
吉川聡介（よしかわ そうすけ）
刑事一課盗犯係長。
真壁兄弟とは小学校時代からの腐れ縁。真壁兄弟や級友を従え、駄菓子屋で万引きを繰り返すグループのボスだった。
馬渕昭信（まぶち あきのぶ）
刑事一課盗犯係長。
吉川とは成績や昇進を競うライバル関係にある。
大室誠（おおむろ まこと）
競売師の使いっ走り。
黛明夫（まゆずみ あきお）
駆け出しの宵空き（宵にまぎれて空き巣を働く泥棒）。
轟木初男（とどろき はつお）
地裁の古株の執行官。
悪い連中に知恵をつけ競売で利益をあげさせては後でバックマージンを受け取っている。
三沢玲子（みさわ れいこ）
所轄の署長の娘。
久子の幼馴染。修一とも小学生時代から面識がある。離婚をして、現在は実家に出戻っている。
御影征一（みかげ せいいち）
博慈会若頭。
古代ギリシャ彫刻を思わせる端正な顔立ちをしている。
大野芳夫（おおの よしお）
ノビ師。
修一と刑務所で知り合い、ある頼み事をしてきた。
久能次朗（くのう じろう）
久子の見合い相手。
商店街で文房具店を営んでいる。
久能新一郎（くのう しんいちろう）
久能次朗の兄。

## 書誌情報
- 横山秀夫 『影踏み』 祥伝社
  - 単行本：2003年11月7日発売[3]、ISBN 978-4-396-63238-0
  - 文庫本：2007年02月7日発売[4]、ISBN 978-4-396-33329-4

## オーディオブック
2016年11月17日にオーディオブック配信サービス「FeBe」（現・audiobook.jp）から配信開始。
キャスト
- 真壁修一：関智一
- 真壁啓二：河西健吾
- 安西久子：斉藤佑圭
- 御影征一：中村和正
- 猪瀬：小手川拓也
- 大野芳夫：浅科准平
- 稲村葉子：宿輪優花
- 大室誠：唐澤秀平
- 轟木初男：徳本英一郎
- 三沢玲子：しもがまちあき
- 黛明夫：齋藤響
- 高見沢：井上悟
- 久能新一郎：室元気
- 滝川稔：石狩勇気
- 綾瀬：齊藤康史
- 三崎：西山慎哉
- 老婆：福島央俐音
- 吉川聡介[特別出演]：藤原喜明
- 朗読：池田秀一

## 映画
山崎まさよし主演で、2019年11月15日から全国公開された。
監督の篠原哲雄と山崎は本作が『月とキャベツ』以来約22年ぶりのタッグとなる。また、山崎は音楽と主題歌も担当している。撮影はオール群馬ロケで行われた。

### キャスト
- 真壁修一：山崎まさよし
- 安西久子：尾野真千子[2][9]
- 真壁啓二：北村匠海[2][9]
- 稲村葉子：中村ゆり[2]
- 吉川聡介：竹原ピストル[10]
- 大室誠：中尾明慶[2][9]
- 回想の安西久子：藤野涼子[10]
- 栗本三樹男：下條アトム[2]
- 菅原春江：根岸季衣[2]
- 大石吾朗
- 保母：高田里穂
- 図書館にいた女：真田麻垂美
- 加藤：田中要次[10]
- 久能次朗・久能新一郎（二役）：滝藤賢一[2][9]
- 馬淵昭信：鶴見辰吾[2]
- 真壁直美：大竹しのぶ[2][9]

### スタッフ
- 原作：横山秀夫『影踏み』（祥伝社文庫）
- 監督：篠原哲雄
- 脚本：菅野友恵
- 音楽：山崎将義
- 主題歌：山崎まさよし『影踏み』（EMI Records）[11]
- エグゼクティブプロデューサー：千村良二、岡本東郎
- プロデューサー：松岡周作
- 撮影監督：上野彰吾
- 撮影：鶴崎直樹
- 照明：才木勝
- 録音：田中靖志
- 美術：野々垣聡
- 装飾：奥利暁
- 衣装：遠藤良樹
- ヘアメイク：酒井夢月
- 編集：村上雅樹
- 助監督：竹田正明
- 企画協力：伊参スタジオ映画祭実行委員会、上毛新聞社
- 配給：東京テアトル
- 制作プロダクション：ドラゴンフライエンタテインメント
- 製作：「影踏み」製作委員会

### 関連商品
- 『影踏み』DVD（2020年4月8日発売、VAP、品番:VPBT-14009）
- 『影踏み』Blu-ray（2020年4月8日発売、VAP、品番：VPXT-71802）